# Félix-Arthur Ballon
Pour les articles homonymes, voir Ballon.
Félix-Arthur Ballon, né à Épinal le 20 avril 1816 et mort à Nancy le 27 octobre 1883, est un avocat, journaliste et bibliothécaire français, également préfet des Vosges et du Lot-et-Garonne au début de la deuxième république. 

## Biographie
Félix-Arthur Ballon est élève au  lycée Henri-IV à Paris puis il fait des études de droit pour devenir avocat. Il rencontre l'avocat Joseph Mathieu, dit Mathieu d'Épinal avec qui il fonde la Charbonnerie démocratique universelle inspirés par les idées de Philippe Buonarroti. 
Arthur Ballon s'opposera ouvertement à la monarchie de Juillet. En tant qu membre de la républicaine Société des droits de l'homme, particulièrement touchée par la loi du 10 avril 1834, il signe la protestation contre la loi sur les associations. 
Lors du procès des insurgés après l'affaire du massacre de la rue Transnonain il est cité comme témoin.
Collaborateur du journal parisien La Fraternité, il souhaite faire paraître dans le département des Vosges un journal démocratique et républicain et tente de lever une souscription pour lancer ce nouveau journal. Il sera, le 11 novembre 1847, un des organisateurs du Banquet réformiste d'Épinal.
Après les évènements de la Révolution française de 1848, il sera pendant trois mois, de mars à juin 1848 commissaire de la République pour le département des Vosges. On trouve son nom comme Commissaire de la République du Lot-et-Garonne pour la même année 1848.
En 1875, il est nommé conservateur de la bibliothèque de Nancy, il occupera cette fonction jusqu'à sa mort en 1883.

## Œuvres
- Montesquieu et l'Académie de Stanislas, avec Édouard Meaume, éd. Berger-Levrault, 1889
- Fiches manuscrites sur madame de Grafigny, p. 288, in Dictionnaire littéraire des femmes de langue française, Christiane Perrin Makward, Madeleine Cottenet Hage, éd. Karthala, 1996.